# Argyrogrammana danieli
Argyrogrammana danieli is een vlindersoort uit de familie van de prachtvlinders (Riodinidae), onderfamilie Riodininae.
Argyrogrammana danieli werd in 2006 beschreven door Jauffret, P & Martins.